# Silima Banua Marit
Silima Banua Marit is een bestuurslaag in het regentschap Nias Selatan van de provincie Noord-Sumatra, Indonesië. Silima Banua Marit telt 645 inwoners (volkstelling 2010).